# Трубкочуд
«Трубкочуд» (англ. Bizaardvark) — американський ситком від Кайла Стеґіна та Джоша Лермана, що дебютував на каналі Діснея 24 червня 2016 року. У головних ролях знімаються Медісон Гу, Олівія Родріґо, Джейк Пол, ДеВор Ледбрідж та Ітан Векер. На додачу до звичайних епізодів виходять короткометражні серії.

## Сюжет
Френкі та Пейдж — двоє найкращих подруг-підлітків, які викладають в Інтернеті смішні пісні та комічні відео. Після набрання 10000 підписників на їхньому «вуууґлівському» каналі «Трубкочуд» (телескопія зі слів «Трубкозуб» і «чудний») дівчат прийняли до студії Вуууґлу, де вони знімають свої відео та діляться ними з іншими «вуууґлерами».

## Персонажі

### Головні
- Френкі Вонґ (Медісон Гу[en]) — зірка «Трубкочуда», що грає на клавішних.
- Пейдж (Олівія Родріґо) — зірка «Трубкочуда», що грає на гітарі.
- Дірк Манн (Джейк Пол) — зірка «Виклич мене, чуваче», де він приймає виклики щось зробити та виконує їх.
- Амелія Дакворс (ДеВор Ледрідж) — зірка «Досконалої досконалості з Амелією», яка розповідає про моду.
- Бернард «Берні» Шотц (Ітан Векер) — друг Френкі та Пейдж, який стає їхнім агентом.

### Другорядні
- Ліам (Джонатан МакКлейн) — син творця Вуууґлу, який спілкується з вуууґлерами через роботичний телеекран.
- Бабуся Шотц (Еллен Ратнер) —бабуся Берні, що живе з ним.
- Чувак-вікінґ (Адам Гаас Гантер) — вікінґ, зірка каналу «Живи, як вікінґ».

## Рейтинги
| Сезон | Епізодів | Перший епізод  | Перший епізод  | Останній епізод | Останній епізод | У середньому глядачів (млн) |
| Сезон | Епізодів | Дата           | Глядачів (млн) | Дата            | Глядачів (млн)  | У середньому глядачів (млн) |
| ----- | -------- | -------------- | -------------- | --------------- | --------------- | --------------------------- |
| 1     | 20       | 24 червня 2016 | 2,41           | 27 січня 2017   | 0,99            | 1,27                        |
| 2     | —        | 23 червня 2017 | 1,49           | —               | —               | 1,16                        |

## Цифровий реліз
Усі епізоди «Трубкочуда» доступні для цифрової покупки на Amazon та iTunes.